# Червоные Луки (Полтавская область)
Червоные Луки (укр. Червоні Луки) — село, Бодаквянский сельский совет, Лохвицкий район, Полтавская область, Украина.
Код КОАТУУ — 5322681108. Население по переписи 2001 года составляло 85 человек.

## Географическое положение
Село Червоные Луки находится на правом берегу реки Бодаква, выше по течению на расстоянии в 0,5 км расположено село Нижняя Будаковка, ниже по течению на расстоянии в 6,5 км расположено село Бодаква, на противоположном берегу — село Терновое.

## История
- 1926 — дата основания.